# Варварівка (Полонська міська громада)

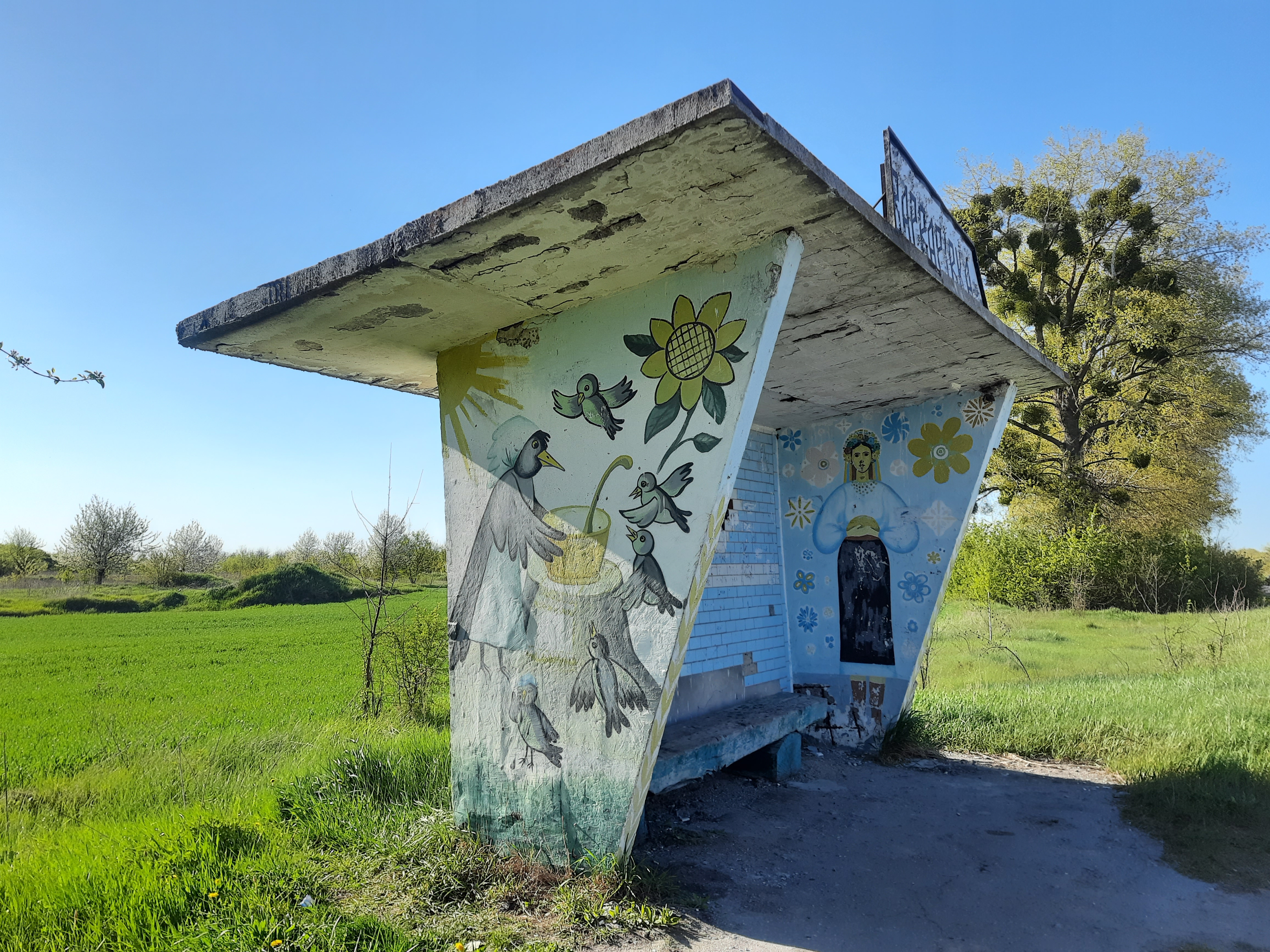
Автобусна зупинка біля села

Варва́рівка — село в Україні, у Полонській міській громаді Шепетівського району Хмельницької області.

## Географія
Село розташоване на правому березі річки Хомора.

## Населення

### Мова
Розподіл населення за рідною мовою за даними перепису 2001 року:
| Мова            | Кількість | Відсоток |
| --------------- | --------- | -------- |
| українська      | 476       | 98.96%   |
| російська       | 4         | 0.83%    |
| інші/не вказали | 1         | 0.21%    |
| Усього          | 481       | 100%     |

## Історія
У 1906 році село Деревицької волості Новоград-Волинського повіту Волинської губернії. Відстань від повітового міста 74 верст, від волості 8. Дворів 103, мешканців 651.
7 (20) листопада 1917 року, відповідно до Третього Універсалу Української Центральної Ради, увійшло до складу Української Народної Республіки.
Село постраждало в часі Голодомору 1932—1933 років, за різними даними, померло до 60 осіб.
12 червня 2020 року, відповідно до розпорядження Кабінету Міністрів України № 727-р «Про визначення адміністративних центрів та затвердження територій територіальних громад Хмельницької області», увійшло до складу Полонської міської територіальної громади.
19 липня 2020 року, в результаті адміністративно-територіальної реформи та ліквідації Полонського району, село увійшло до складу Шепетівського району.

## Постаті
- Куций Юрій Миколайович (1999—2023) — старший солдат Збройних сил України, учасник російсько-української війни.